# متلازمة استئصال البروستات عن طريق الإحليل
متلازمة استئصال البروستات عن طريق الإحليل (بالإنجليزية: Transurethral resection of the prostate syndrome)‏ هي حالة طبية رغم أنها نادرة الحدوث إلا أنها تعد مهددة للحياة وهي إحدى مضاعفات جراحات استئصال البروستات عن طريق الإحليل. تحدث نتيجة امتصاص السوائل المستخدمة أثناء ري المثانة خلال إجراء الجراحة من خلال الجيوب الوريدية المحيطة بالبروستات.

## عوامل الخطورة
خلال إجراء الجراحة تزداد نسبة امتصاص سوائل ري المثانة في الحالات التالية:
- طول مدة إجراء الجراحة: في حالة زيادة وقت الجراحة لمدة تتجاوز 150 دقيقة، والذي يزداد في حالة انخفاض مستوى الجراح القائم بالجراحة أو في حالة حدوث مضاعفات غير متوقعة. في المتوسط يتم امتصاص 20 مل في الدقيقة من السائل المستخدم.
- زيادة ضغط سائل الري: حيث تزداد نسبة الامتصاص في حالة تعدي الضغط لدرجة تتجاوز 60 سم ماء.
- انخفاض الضغط في جيوب البروستات الوريدية، زيادة عدد أو حجم الجيوب المفتوحة خلال إجراء الجراحة.
- نوعية السائل المستخدم: رغم عدم خطورة امتصاص المحلول الملحي إلا أنه لا يتم استخدامه كونه موصل للإشارات الكهربية بما يمثل خطراً على المريض، يتم استخدام سوائل مثل: جليسين 1.2%، مانيتول 3%، سوربيتول 3.3%، جلوكوز 2.5%، وقديماً كان يتم استخدام الماء المقطر.[1]

## الأعراض
يمكن أن تظهر الأعراض أثناء إجراء الجراحة أو بعدها وتختلف باختلاف حدة الإصابة ونوعية السائل المستخدم في الري، تظهر معظم الأعراض كنتيجة للحجم الزائد الممتص داخل الأوعية الدموية، كما يختلف ظهورها باختلاف نوع التخدير (نصفي أو عام)، وتظهر كالتالي:
- الجهاز العصبي المركزي: تتراوح الأعراض بين الشعور بعدم الراحة، الصداع، الغثيان والتقيؤ، اضطرابات في الرؤية، و يمكن أن تصل إلى حدوث تشنجات وفقدان المريض للوعي.
- الدورة الدموية و التنفس: يمكن أن يحدث انخفاض في معدل ضربات القلب، ارتفاع أو انخفاض في ضغط الدم، صعوبة في التنفس، انخفاض في مستوى الأكسجين بالدم، وذمة رئوية، ويمكن أن تظهر زرقة على المريض.
- أعراض عامة: انخفاض درجة الحرارة، انتفاخ و ألم بالبطن.[1][2]

## الفيزيولوجيا المرضية
تتشارك العديد من الأسباب في ظهور الأعراض المرضية للمتلازمة، كما تعتمد على نوعية السائل المستخدم في ري المثانة، تكمن أهم الأسباب الكامنة خلف ظهور الأعراض في التالي:
- ارتفاع حجم السائل الممتص داخل الدورة الدموية.
- نقص الصوديوم في الدم (أقل من 120 مل مكافي لكل لتر).
- ارتفاع مستوى الجليسين أو الأمونيا في الدم.
- انخفاض درجة الحرارة [3][4]

## العلاج
يتم اتخاذ الإجراءات المناسبة حسب درجة الخطورة ومستوى تدهور الحالة، يشمل العلاج:
- رفع مستوى الصوديوم بالدم: عن طريق ضخ محلول ملحي بتركيز 0.9% وريدياً في الحالات منخفضة الخطورة، أو ضخ محلول ملحي بتركيز 3-5% ببطء (معدل أقل من 100 مل في الساعة) في الحالات مرتفعة الخطورة.
- الحفاظ على التنفس ومستوى الأكسجين بالدم باستخدام القناع الوجهي أو تنبيب المريض في حالة فقدان الوعي أو حدوث وذمة رئوية.
- الحفاظ على مستوى ضغط الدم ومعدل ضربات القلب الطبيعي باستخدام أدوية مثل أتروبين في حالة انخفاضها، وزيادة حجم الدم كمثال في حالة انخفاض ضغط الدم مع المتابعة المستمرة وتركيب قسطر وريدي مركزي.
- علاج الأعراض المصاحبة مثل علاج التقيؤ باستخدام ميتوكلوبراميد كمثال، وعلاج التشنجات بأدوية مثل ميدازولام.[1][3][5]